# Olga Gromyko
Olga Nikołajewna Gromyko (biał.: Вольга Мікалаеўна Грамыка, Wolha Mikałajeuna Hramyka, ros.: Ольга Николаевна Громыко, ur. 13 września lub 14 września 1978 w Winnicy, USRR) – białoruska rosyjskojęzyczna pisarka fantasy, mieszka w Mińsku. Ukończyła średnią szkołę nr 53 w Mińsku, a następnie zaoczne studia mikrobiologiczne na wydziale biologii Białoruskiego Państwowego Uniwersytetu (1995–2001), później przez siedem lat pracowała w Instytucie Naukowo-Badawczym epidemiologii i mikrobiologii na stanowisku starszej laborantki. Po rezygnacji z tej pracy pracuje jako pisarka. Członek Związku Pisarzy Białorusi. Jest zamężna, ma syna.
Według Białoruskiego Centrum Śledczego mężem Olgi Gromyko jest białoruski biznesmen Aleksandr Zajcew.
Jej książki na rynku polskim ukazują się pod rosyjską transliteracją jej nazwiska.

## Nagrody literackie
- 2003, „Miecz bez imienia” –  za Zawód: wiedźma, najlepszą książkę roku (wyd. „Alfa-kniga”).
- 2003, III miejsce wśród nominacji do „debiutu roku” na festiwalu fantastycznym „Gwiezdny most” w Charkowie.
- 2005, festiwal „Gwiezdny most” - srebro za „najlepszą książkę roku” dla Wierni wrogowie.
- 2006, festiwal „Gwiezdny most” - srebro za „najlepszą książkę roku” dla Kwiat kamalejnika.

## Odznaczenia
31 marca 2009 r. w Moskwie została odznaczona medalem im. Nikołaja Gogola za rozwój literatury fantastycznej.

## Twórczość

### Przetłumaczona na język polski

#### CyklKroniki Belorskie
| Tytuł polski       | Tytuł oryginalny     | Polski nr ISBN         | Data polskiego wydania | Polski wydawca    | Komentarz                                                                                                  |
| ------------------ | -------------------- | ---------------------- | ---------------------- | ----------------- | --- |
| Zawód wiedźma      | Профессия: ведьма    | ISBN 978-83-65568-00-7 | 2007                   | Fabryka Słów      | Pierwsze wydanie w dwóch tomach. W 2016 ukazało się wydanie drugie w jednym tomie (wyd. Papierowy Księżyc) |
| Wiedźma opiekunka  | Ведьма-хранительница | ISBN 978-83-65568-30-4 | 2010                   | Fabryka Słów      | Pierwsze wydanie w dwóch tomach. W 2017 ukazało się wydanie drugie w jednym tomie (wyd. Papierowy Księżyc) |
| Wiedźma naczelna   | Верховная ведьма     | ISBN 978-83-65830-16-6 | 2011                   | Fabryka Słów      | |
| Wiedźmie opowieści | Ведьмины байки       | ISBN 978-83-65830-15-9 | 2017                   | Papierowy Księżyc | |
| Wierni wrogowie    | Верные враги         | ISBN 978-83-61386-43-8 | 2017                   | Papierowy Księżyc | |
| Kroniki Belorskie  | Белорские хроники    | ISBN 978-83-65830-14-2 | 2019                   | Papierowy Księżyc | |

#### CyklRok szczura
| Tytuł polski              | Tytuł oryginalny   | Polski nr ISBN         | Data polskiego wydania | Polski wydawca    | Komentarz                                                     |
| ------------------------- | ------------------ | ---------------------- | ---------------------- | ----------------- | ------------------------------------------------------------- |
| Rok Szczura: Widząca      | Год крысы. Видунья | ISBN 978-83-61386-57-5 | 2014                   | Papierowy Księżyc |                                                               |
| Rok szczura: Wędrowniczka | Год крысы. Путница | ISBN 978-83-61386-79-7 | 2015                   | Papierowy Księżyc | Wędrowniczka w języku polskim, została wydana w dwóch tomach. |
| Rok szczura: Świeca       | Год крысы. Путница | ISBN 978-83-65568-18-2 | 2016                   | Papierowy Księżyc | Wędrowniczka w języku polskim, została wydana w dwóch tomach. |

#### Inne powieści
| Tytuł polski                                          | Tytuł oryginalny                              | Polski nr ISBN         | Data polskiego wydania | Polski wydawca    | Komentarz                     |
| ----------------------------------------------------- | --------------------------------------------- | ---------------------- | ---------------------- | ----------------- | ----------------------------- |
| Szczurynki. Szczurzy żywot w opowiastkach i obrazkach | Крысявки. Крысиное житие в байках и картинках | ISBN 978-83-61386-60-5 | 2014                   | Papierowy Księżyc |                               |
| Plus/Minus                                            | Плюс на минус                                 | ISBN 978-83-65830-47-0 | 2017                   | Papierowy Księżyc | W duecie z Andriejem Ułanowem |

#### Opowiadania
- Biedny, biedny Kościej w „Fantastyka – Wydanie Specjalne 1(30)/2011”.

### Pozostałe

#### CyklКосмобиолухи
- Космоолухи: до, между, после (2016)
- КОСМОБИОЛУХИ (2011)
- КОСМОЭКОЛУХИ (2012)
- Космопсихолухи. Том 1 (2014)
- Космопсихолухи. Том 2 (2014)
- Космотехнолухи. Том 1 (2016)
- Космотехнолухи. Том 2 (2016)